# Bogue-Klasse

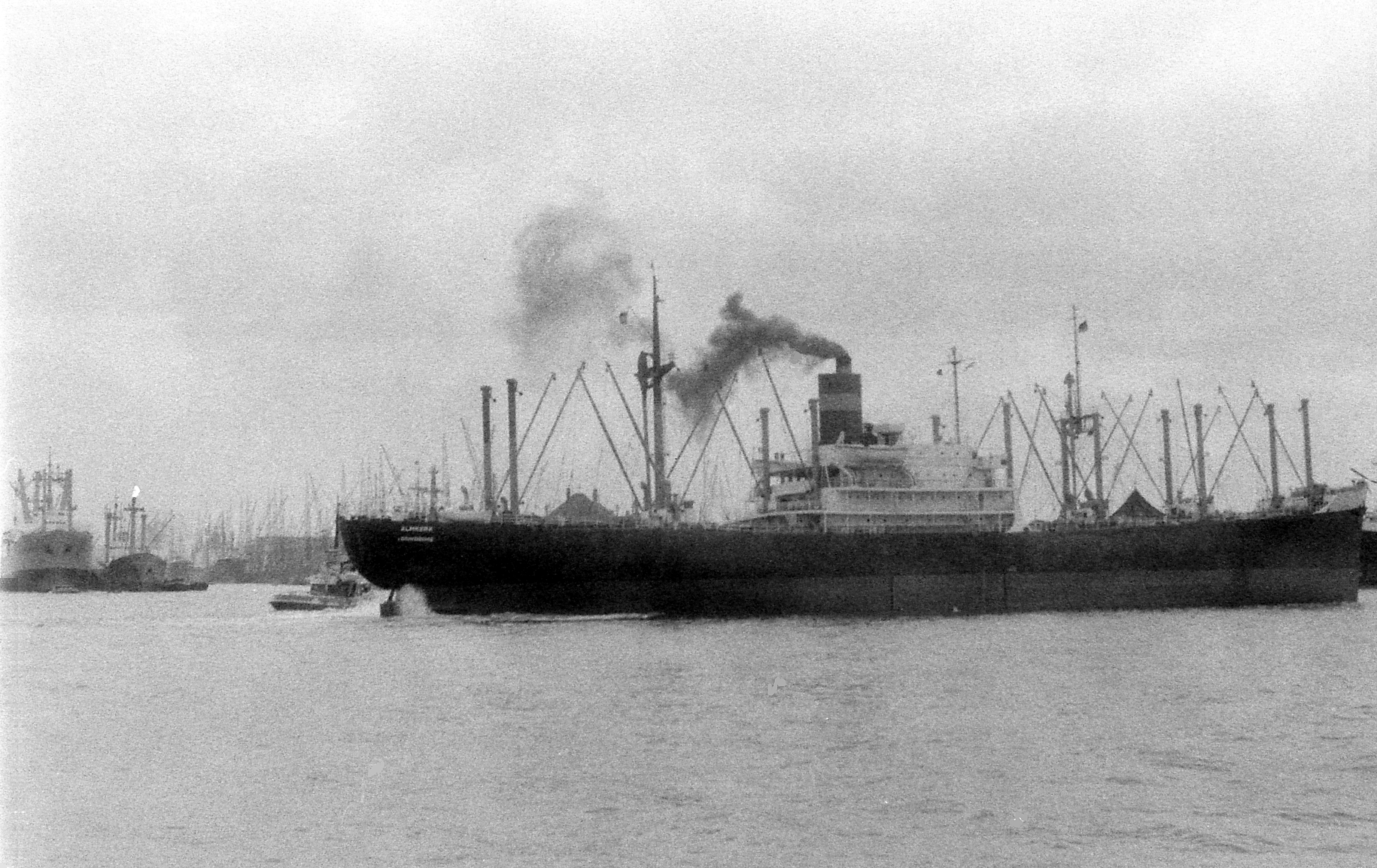
Die ehemalige HMS Patroller (D07) (ex USS Keweenaw (CVE-44)) nach dem Krieg als niederländische Almkerk

Die Bogue-Klasse war eine Bauserie von Geleitflugzeugträgern der United States Navy während des Zweiten Weltkrieges. Es wurden insgesamt 45 Träger auf amerikanischen Werften gebaut, von denen 31 an die britische Marine übergeben wurde. Sie entstanden aus umgebauten C3-Frachtschiffen. Das erste Schiff war die Bogue, die am 15. Januar 1942 fertiggestellt wurde.

## Technische Beschreibung
Die Bogue-Klasse entstand aus Handelsschiffen des Typs C3-S-A1. Anders als bei vorangegangenen Geleitträgern waren die Schiffe noch nicht vom Stapel gelaufen, was den Umbau zum Flugzeugträger beschleunigte. Auf den Schiffsrumpf wurde ein geschlossener Hangar gesetzt, der durch zwei Flugzeugaufzüge mit dem hölzernen Flugdeck verbunden war. An Bug und Heck sowie auf seitlichen Konsolen wurden Flakgeschütze untergebracht.

### Abmessungen und Antrieb
Die  Träger der Bogue-Klasse waren an der Wasserlinie 141,7 m lang und 21,2 m breit. Die Länge über Alles betrug 151,2 m, die maximale Breite des Flugdecks 34 Meter. Bei einem Tiefgang von 7,9 m hatte der Träger leer eine Verdrängung von 7800 ts, die Einsatzverdrängung betrug 15.400 ts.
Zwei Wasserrohrkessel mit 285 lbf·in−2 (19,65 bar) Betriebsdruck erzeugten den Dampf für eine einzelne Getriebeturbine, die ihre Leistung von 8500 hp (6,3 MW) an einen einzelnen Propeller abgab. Die Höchstgeschwindigkeit lag bei 18 kn (33 km/h), mit den 2400 ts (2439 t) Treibstoff an Bord wurde eine Reichweite von 26.300 NM (48.700 km) bei 15 kn (28 km/h) und 22.500 NM (41.700 km) bei 17 kn (31,5 km/h) erzielt. Die Rauchabzüge lagen etwas achtern von der Schiffsmitte an beiden Seiten des Flugdecks.

### Bewaffnung
Die Bewaffnung der Bogues bestand ursprünglich aus zwei 127-mm-Geschützen auf beiden Seiten am Heck, diese wurden im Laufe der Einsatzzeit durch 40-mm- und 20-mm-Geschütze ergänzt. Ab 1943 wurden an Bord acht 40-mm-Zwillinge sowie 27 einzelne 20-mm-Geschütze zur Flugabwehr eingesetzt. Schon von Indienststellung an waren die Bogues mit SG- und SC-Radar ausgestattet, ab Mai 1943 erhielten die Träger zudem ein HF-DF-System zur U-Bootortung.
An Bord konnten bis zu 28 Flugzeuge mitgeführt werden. Während der Konvoischutzeinsätze befand sich gewöhnlich eine Composite Squadron mit 24 Flugzeugen an Bord, aufgeteilt in 12 Jagdflugzeuge des Typs F4F Wildcat und 12 Torpedobomber TBF Avenger. Bei reinen Transporteinsätzen konnten dagegen 50 Flugzeuge auf dem Flugdeck und 40 auf dem Hangardeck untergebracht werden.

## Schiffe

### Erste Gruppe
Bogue-/Attacker-Klasse
- USS Altamaha (CVE-6) wurde HMS Battler (D18)
- USS Barnes (CVE-7) wurde HMS Attacker (D02)
- Block Island (CVE-8) wurde Hunter (D80)
- USS Bogue (CVE-9)
- USS Breton (CVE-10) wurde HMS Chaser (D32)
- USS Card (CVE-11)
- USS Copahee (CVE-12)
- USS Core (CVE-13)
- USS Croatan (CVE-14) wurde HMS Fencer (D64)
- USS Hamlin (CVE-15) wurde HMS Stalker (D91)
- USS Nassau (CVE-16)
- USS St. George (CVE-17) wurde HMS Pursuer (D73)
- USS Altamaha (CVE-18)
- USS Prince William (CVE-19) wurde HMS Striker (D12)
- USS Barnes (CVE-20)
- USS Block Island (CVE-21) wurde von U-549 versenkt.
- USS Breton (CVE-23)
- USS Croatan (CVE-25)
- HMS Ravager (D70)
- HMS Searcher (D40)
- HMS Tracker (D24)

### Zweite Gruppe
Bogue-/Ameer-/Ruler-/Prince William-Klasse
Entsprach bis auf die Bewaffnung der Attacker-Klasse.
- USS Prince William (CVE-31)
- USS Chatham (CVE-32) wurde HMS Slinger (D26)
- USS Glacier (CVE-33) wurde HMS Atheling (D51)
- USS Pybus (CVE-34) wurde HMS Emperor (D98)
- USS Baffins (CVE-35) wurde HMS Ameer (D01)
- USS Bolinas (CVE-36) wurde HMS Begum (D38)
- USS Bastian (CVE-37) wurde HMS Trumpeter (D09)
- USS Carnegie (CVE-38) wurde HMS Empress (D42)
- USS Cordova (CVE-39) wurde HMS Khedive (D62)
- USS Delgada (CVE-40) wurde HMS Speaker (D90)
- USS Edisto (CVE-41) wurde HMS Nabob (D77)
- USS Estero (CVE-42) wurde HMS Premier (D23)
- USS Jamaica (CVE-43) wurde HMS Shah (D21)
- USS Keweenaw (CVE-44) wurde HMS Patroller (D07)
- USS Prince (CVE-45) wurde HMS Rajah (D10)
- USS Niantic (CVE-46) wurde HMS Ranee (D03)
- USS Perdido (CVE-47) wurde HMS Trouncer (D85)
- USS Sunset (CVE-48) wurde HMS Thane (D48)
- USS St. Andrews (CVE-49) wurde HMS Queen (D19)
- USS St. Joseph (CVE-50) wurde HMS Ruler (D72)
- USS St. Simon (CVE-51) wurde HMS Arbiter (D31)
- USS Vermillion (CVE-52) wurde HMS Smiter (D55)
- USS Willapa (CVE-53) wurde HMS Puncher (D79)
- USS Winjah (CVE-54) wurde HMS Reaper (D82)